# Mörtsjön (Åkers socken, Södermanland, 656964-157214)
Mörtsjön är en sjö i Strängnäs kommun i Södermanland och ingår i Norrströms huvudavrinningsområde. Sjön har en area på 0,497 kvadratkilometer och ligger 38,1 meter över havet.

## Delavrinningsområde
Mörtsjön ingår i det delavrinningsområde (657003-157205) som SMHI kallar för Mynnar i 657037-157202. Medelhöjden är 49 meter över havet och ytan är 4,61 kvadratkilometer. Räknas de 4 avrinningsområdena uppströms in blir den ackumulerade arean 15,16 kvadratkilometer. Vattendraget som avvattnar avrinningsområdet har biflödesordning 4, vilket innebär att vattnet flödar genom totalt 4 vattendrag innan det når havet efter 81 kilometer. Avrinningsområdet består mestadels av skog (73 procent). Avrinningsområdet har 0,5 kvadratkilometer vattenytor vilket ger det en sjöprocent på 10,8 procent. Bebyggelsen i området täcker en yta av 0,18 kvadratkilometer eller 4 procent av avrinningsområdet.